# 卡特 (巴巴多斯)
卡特（英語：Carter）是加勒比海岛国巴巴多斯东部的一座内陆城镇，行政上由圣约翰区管辖，位于伊斯特蒙特和巴斯之间的道路上，靠近戈尔霍尔。